# Portman Road
Portman Road es un estadio de fútbol en Ipswich, Suffolk, Inglaterra. Ha sido el estadio del Ipswich Town Football Club desde 1884. El estadio también ha recibido un partido amistoso internacional de la selección de fútbol de Inglaterra. Ha sido escenario de varios y diferentes eventos deportivos como atletismo, reuniones y partidos internacionales de hockey. El estadio también ha celebrado varios conciertos de música, incluyendo los conciertos de R.E.M y Elton John.
El estadio sufrió muchos cambios a principios del 2000. Esto aumentó su capacidad de 22 600 a 30 311 espectadores. Es el estadio de fútbol más grande en capacidad de East Anglia. El récord de 38 010 personas en el estadio se estableció en un partido de la FA Cup contra el Leeds United en 1975. El estadio también cuenta con instalaciones para conferencias y establecimientos de comida, el "Sir Bobby Robson Suite", "Legends Bar" y una tienda de recuerdos del club Ipswich Town.

## Historia
El Portman Road fue utilizado por el equipo local de cricket desde 1855. En 1884 Ipswich Town F.C. se trasladó desde otra área de Ipswich al estadio. Ambos equipos comparten el estadio durante el verano. El primer equipo de fútbol profesional para jugar en la cancha fue el Preston North End Football Club en 1892. Jugaron un partido contra un equipo de fútbol de Suffolk, County Football Association. Una grada temporal fue construida para la visita del Aston Villa en 1898. Más de 5000 personas vieron el partido. En 1901, una fábrica de tabaco se construyó a lo largo del costado del estadio de fútbol.
Una grada de madera llamada "El Gallinero", fue construida a lo largo del costado del campo en 1906. Cuatro años más tarde, dos partidos internacionales amateur de la selección de fútbol de Inglaterra se disputaron en el Portman Road. En la Primera Guerra Mundial, el ejército Británico utilizó el terreno para entrenar. Había un montón de trabajo que hacer cuando se fueron en 1920. Durante la década de 1920, el terreno acogió las carreras de galgos para recaudar dinero. En 1936, cuando el Ipswich Town F.C. se convirtió en profesional, el club de cricket dejó el terreno.
Portman Road fue el lugar del primer partido del Ipswich Town en la Liga de Fútbol, el 27 de agosto de 1938. Ipswich ganó 4-2 ante el Southend United en frente de más de 19 000 espectadores. Los aficionados ayudaron a pagar por más mejoras, como gradas de concreto en el año 1952, que significó que el estadio podía contener más de 29 000 espectadores. Focos fueron construidos en 1960, y el primer partido televisado de Ipswich se celebró dos años después. 
El "soporte Portman" fue construido en 1971. Este aumentó la capacidad del estadio a más de 37 000. Después del desastre de Hillsborough, todas las tribunas tuvieron que ser plazas por la ley.Esto significaba que todas las gradas tenían que ser convertidas, y la capacidad se redujo a 22 000. Las estatuas de los anteriores administradores de Ipswich Town, Bobby Robson y Sir Alf Ramsey fueron llevados fuera del estadio en la década de 1990. Después de que Ipswich fuera promovido por la Premier League, el estadio amplió su capacidad actual de más de 30 000 espectadores.

## Estructura y establecimientos
El terreno de juego está rodeado por cuatro gradas con asientos: el soporte Norte, el soporte Cobbold, soporte Greene King y el soporte Britannia. La sección principal del soporte Cobbold, que antes se llamaba el soporte de Portman, fue construido en 1971. El soporte Britannia fue construido en 1952 como una zona de asientos de hormigón. Se modernizó en 1990. El soporte Norte fue completamente reconstruido en 2001 y tiene una capacidad alrededor de 7500 espectadores. 
El actual operador, Alan Ferguson, ha recibido varios premios. El estadio fue votado como el mejor del campeonato por dos temporadas consecutivas en 2004 y 2005. 
El estadio está a unos 450 metros de la estación de tren de Ipswich. La estación está en la línea principal de la estación de Liverpool Street a Norwich. El estadio no tiene aparcamientos para los aficionados.

## Otros acontecimientos
El 20 de agosto de 2003, se organizó en Portman Road un partido de Inglaterra. Fue un partido amistoso contra Croacia, que terminó 3-1 para Inglaterra en frente de 28 700 espectadores.El estadio ha sido utilizado por los equipos juveniles de Inglaterra en varias ocasiones. La primera vez fue el 24 de noviembre de 1971. La selección de Inglaterra sub-23 empató con Suiza 1-1.
Otros deportes han sido acogidos en Portman Road, incluido el atletismo en 1927, un partido de fútbol americano en 1953, y varios partidos internacionales de hockey en la década de 1690 y 1970.
El estadio también ha recibido varios conciertos de música, incluidas las actuaciones de Elton John, R.E.M., Red Hot Chili Peppers, y Rod Stewart. En marzo de 2005 alrededor de 8000 cristianos fueron al estadio. Este fue el mayor acto de culto cristiano en Suffolk, desde el utilizado Portman Road para el evangelista estadounidense Billy Graham en el marco de su gira en 1984.
- Datos: Q619558
- Multimedia: Portman Road / Q619558